# Petr Otava Jr
Petr Otava (* 29. ledna 1974 Ostrava) je český podnikatel a podle časopisu Forbes jeden z nejbohatších Čechů.
Je jediným vlastníkem české průmyslově-obchodní skupiny MTX Group a.s., která se soustřeďuje na obchod s komoditami, zpracování barevných kovů např. hliníku a mědi výrobu energetických komodit, výrobu obalů a kapitálové služby. Skupina v roce 2022 vykázala nekonsolidované tržby ve výši 71,1 miliardy korun.

## Kariéra
Petra Otava, po absolvování ekonomické fakulty na Vysoké škole Báňské-TU v roce 2000, začal svou kariéru ve společnosti METALIMEX a. s.
V roce 2002 byl ve stejné společnosti jmenován ředitelem divize paliv a na této pozici setrval až do roku 2006. Následně se přesunul na pozici obchodního ředitele ve společnosti OKD, a.s. V roce 2011 se vrátil zpět do společnosti METALIMEX a. s., aby působil po boku svého otce, Ing. Petra Otavy, CSc. (24. března 1950 – 7. červen 2015), na pozici výkonného ředitele a místopředsedy představenstva. Po smrti svého otce v roce 2015 převzal řízení a kontrolu nad celou skupinou MTX Group.

## Majetek a jeho struktura
Skupina MTX Group a.s. je český průmyslově-obchodní holding. Spravuje více než dvě desítky společností, z toho 8 výrobních podniků.
Mezi nejvýznamnější subjekty skupiny patří obchodní společnost METALIMEX, která se zaměřuje především na obchod s komoditami. Dále do holdingu MTX Group spadá evropský výrobce obalových materiálů a válcovaných polotovarů z hliníku, společnost AL INVEST Břidličná a český výrobce a dodavatel flexibilních obalů pro potravinářství, nepotravinářské produkty, krmiva pro zvířata, průmysl a domácnost, TAPA Tábor.
Další společností ve skupině je Strojmetal Aluminium Forging, která je výrobcem speciálních hliníkových slitin určených pro výrobu kovaných podvozkových dílů do osobních automobilů. Mezi společnosti ve skupině spadá i společnost Povrly Copper Industries, která je dodavatelem válcovaných a lisovaných produktů z mědi a mosazi a společnost Povrly Copper Industries trading, která je distributorem mosazných polotovarů pro výrobu munice malých a středních ráží.
Další společností, která patří do skupiny, je ICE Industrial Services zaměřující se na design a výrobu nových strojů i modernizaci stávajících zařízení, zejména pro automotive, strojírenství, metalurgii, dřevozpracující průmysl a další obory jako například 3D tisk z betonu ve stavebnictví.
Do skupiny rovněž spadají OKK Koksovny, které jsou výrobcem slévárenského koksu a společnost Czech Mill, která zpracovává černé uhlí na černouhelný a antracitový multiprach. Finanční společnost MTX Capital Services pak poskytuje zajištění komodit a měn. V listopadu roku 2021 získala licenci obchodníka s cennými papíry od České národní banky.Ve skupině je dále SKI AREÁL KOPŘIVNÁ, která provozuje skiareál a bikepark v Jeseníkách.
Mezi zahraniční společnosti ve skupině patří AMEX Coal se sídlem v Polsku zajišťující servisní službu spojenou s importem, exportem a skladováním komodit. Dále pak společnost METALIMEX Deutschland GmbH, která je prodejcem výrobků z produkce společností OKK a Czech Mill se sídlem v Německu zaměřující se především na trh v Německu, Nizozemí, Belgii, Lucembursku a Velké Británii. A také společnost Strojmetal Aluminium forging GmbH, která se zabývá prodejem kovaných dílů z hliníkových slitin pro automotive a dopravu.
Skupina rovněž v poslední době investuje do informačních technologií a datových center. Petr Otava se rovněž aktivně věnuje developmentu ve španělské Andalusii.

## Filantropie
Petr Otava prostřednictvím svých společností ve skupině přispívá na škálu sportovních i kulturních akcí a aktivit, podporuje také sociální oblast a vzdělávání. Je sběratelem moderního českého i zahraničního umění.

## Osobní život
Petr Otava je ženatý. S jeho manželkou, Ivetou Otavovou, má dvě děti.